# Gelendost (district)
Gelendost is een Turks district in de provincie Isparta en telt 17.481 inwoners (2007). Het district heeft een oppervlakte van 646,5 km². Hoofdplaats is Gelendost.
De bevolkingsontwikkeling van het district is weergegeven in onderstaande tabel.
| 1997   | 2000   | 2007   |
| ------ | ------ | ------ |
| 21.631 | 22.370 | 17.481 |